# Пономаренко Надія Степанівна
Наді́я Степа́нівна Пономаре́нко (нар. 5 квітня 1951, Ужгород) — українська художниця-графікеса, живописиця, ілюстраторка та книжкова дизайнерка. Заслужена художниця України (1996). Членкиня Національної спілки художників України (1985) та ГО Асоціації творчих жінок Закарпаття «Нова форма» (2000).

## Біографія
Народилася в родині вчителів. Фахову освіту здобула у Львові, в Українському поліграфічному інституті імені Івана Федорова, відділення графіки (1967-1972 рр.). Педагоги з фаху — В. Бунов, В. Овчинников, А. Попов.
Працювала художнім редактором у Закарпатському облполіграфвидаві (1972—84); від 2004 р. викладає у Закарпатській академії мистецтв, доцент (2014). 

## Творчість
На ранніх етапах творчості мисткиня створювала мініатюри-екслібриси в техніці офорту та літографії, а також станкову графіку, де чорно-білі або монохромні композиції доповнювала окремими кольоровими акцентами. З часом колір, хоч і умовний, стає панівним у графічних творах. Пізніше працювала у техніці пастелі, а з кінця 90-х віддає перевагу олійному живопису. 
Роботам авторки притаманне прагнення досягти позачасової реальності шляхом упорядкування хаосу — емоційного й візуального. Твори вирізняються стриманістю, композиційною та тональною цілісністю. Значне місце у творчості художниці посідає сакральна тематика, інспірована близькими їй за духом творами класичного та народного мистецтва.
Від 1977 року бере участь у міжнародних, всеукраїнських та обласних мистецьких виставках. Працювала в майстернях Будинків творчості Спілки художників (Седнів – 1981 р., Сенєж – 1983 р., Паланга – 1985 р.).
Авторка 11 персональних та учасниця близько 30 групових виставок. 
Твори Надії Пономаренко закуплені Дирекцією виставок Національної спілки художників України, Міністерством культури та мистецтв України, знаходяться у зібраннях Закарпатського обласного художнього музея ім. Й. Бокшая, Львівської національної галереї мистецтв, Хмельницького обласного художнього музея, та в приватних колекціях.
2020 року видано альбом живопису художниці "Сакрум".
Як ілюстраторка, співпрацювала з видавництвами «Карпати», «Каменяр», «Дніпро», «Книга». З 2000 року розробляє книжковий дизайн для ужгородських видавництв «Ґражда», «Мистецька лінія», «Ліра».

### Персональні виставки
- 1980 — Музей народної архітектури та побуту, м. Ужгород
- 1992 — Закарпатський художній музей імені Й. Бокшая, м. Ужгород
- 1992 — Виставковий зал Спілки художників України, м. Київ
- 1993 — Хмельницький обласний художній музей, м. Хмельницький
- 1994 — Львівська картинна галерея, м. Львів
- 2001 — Галерея «Ужгород» ЗОНСХУ, м. Ужгород
- 2008 — Культурно-мистецька програма «Перегук», м. Ужгород
- 2008 — Ужгородська духовна семінарія ім. Теодора Ромжі, м. Ужгород
- 2009 — Галерея «Primus», м. Львів
- 2019 — Галерея Ілько, м. Ужгород
- 2019 — Галерея Гері Боумена, м. Львів

### Основні групові виставки
- 1988 — «П'ять молодих художників Закарпаття», виставковий зал Спілки художників, м. Кошиці (ЧССР)
- 1991 — Бієнале «Львів'91 — Відродження», Львівська картинна галерея, м. Львів
- 1993 — «Хутір», Національний музей українського мистецтва, м. Київ
- 1995 — «Еротична образотворчість. Україна'95», Львівська картинна галерея, м. Львів
- 1996 — «Собор 1596 —1996» (графіка малих форм), Художній музей, м. Івано-Франківськ
- 1997 — «Карпатський хребет -97», м. Івано-Франківськ
- 1998 — «Трієнале графіки», Центральний будинок художника НСХУ, м. Київ
- 1998 — «Жінки в сучасному закарпатському мистецтві», Краєзнавчий музей, м. Требишів (Словаччина)
- 2004 — «П'ять», Центральний будинок художника НСХУ, м. Київ
- 2004 — VI Всеукраїнська виставка модерного мистецтва, м. Тернопіль
- 2007 — «Намисто», Галерея «Ужгород» ЗОНСХУ, м. Ужгород
- 2007 — «Чотири виміри», м. Братислава (Словаччина)
- 2007 — «PRIMUS», ярмарок галерей КиївART, Український дім, м. Київ
- 2024 — «Кола Сільваші», Національний центр «Український Дім»,м. Київ

### Основні книжкові видання
Творчий доробок мисткині у книжковому оформленні, ілюструванні та дизайні складає більше сотні видань.
- Оксана Сенатович. Живемо в одному домі. – Львів: Каменяр, 1983
- Степан Жупанин. Смерековий край. – Ужгород: Карпати, 1984
- Біля Ільмень-озера. – Ужгород – Ленінград: Карпати - Лениздат, 1984
- Костянтин Батюшков. Поезії. – М.: Книга, 1984 (не видано)
- Володимир Ладижець. Криниця. – Ужгород: Карпати, 1987
- Диво камінної гори. Українські казки. – Київ: Дніпро, 1987
- Альдо Палаццескі. Сестри Матерассі. – Київ: Дніпро, 1988
- Григорій Храпач. Золотавка, або Пригоди молодої бджілки. – Львів: Каменяр, 1988
- Ольга Кобилянська. В неділю рано зілля шукала. – Київ: Дніпро, 1989 (не видано)
- Петро Скунць. Спитай себе. – Ужгород: Карпати, 1992
- Марія Маєрчик. Дискос горизонту. – Ужгород: Патент, 1985
- Вольдемар Бонзельс. Бджілка Майя. – Ужгород: Ґражда, 1995 (не видано)
- Надія Панчук. Тільки завтра. – Ужгород: Мистецька лінія, 2003
- Василь Кузан. Золото Карпат. – Ужгород: Мистецька лінія, 2003
- Вежа. – Ужгород: Мистецька лінія, 2004
- Надія Панчук. Місця надій. – Ужгород: Мистецька лінія, 2005
- Михайло Приймич. Перед лицем твоїм. – Ужгород: Карпати -  Ґражда, 2007
- Дванадцять. 12 поетів 2 мови. Українська поезія авторів Карпатського регіону у словацькому перекладі Валерії Юричкової. – Ужгород: Ліра, 2010
- Петро Мідянка. Ільмовий листочок. – Ужгород: Карпати, 2012 (не видано)

## Нагороди
- 1989 — Лауреатка обласної премії ім. Д. Вакарова
- 1996 — Заслужена художниця України
- 1996, 2015 — Лауреатка Закарпатської обласної премії ім. Й. Бокшая та А. Ерделі в галузі образотворчого мистецтва
- 1991 — Відзнака Бієнале «Львів'91 — Відродження», Львівська картинна галерея, м. Львів
- 1996 — Відзнака виставки «Собор 1596—1996» (графіка малих форм). Художній музей, м. Івано-Франківськ
- 2008 — Відзнака ІІІ Бієнале іконопису та сакрального мистецтва Карпатського Єврорегіону, Музей та Культурний центр Південного Земпліна, м. Требишів, Словаччина